# Fred Cavayé
Fred Cavayé est un réalisateur et  scénariste français né à Rennes le 14 décembre 1967.

## Biographie
Fred Cavayé grandit à Rennes. Après une scolarité au collège de La Motte Brûlon, il devient photographe de mode et réalise quatre courts métrages entre 1996 et 2003.
Il tourne son premier long métrage en 2008, le thriller Pour elle, co-écrit avec Guillaume Lemans et interprété par Vincent Lindon et Diane Kruger. Le film fait l'objet d'un remake américain : Les Trois Prochains Jours (2010) de Paul Haggis, avec Russell Crowe et Elizabeth Banks.
Cavayé poursuit sa collaboration avec Lemans pour participer à l’écriture de La Guerre des miss de Patrice Leconte, qui sort également en 2008.
En 2010, il réunit Gilles Lellouche et Roschdy Zem pour le thriller À bout portant, toujours avec Lemans comme co-scénariste. Le duo signe ensuite le scénario du troisième thriller du réalisateur, Mea Culpa, qui sort en 2014 et met en scène Gilles Lellouche et Vincent Lindon.
En 2016, Cavayé s'essaie à la comédie avec Radin !. Le film, interprété par Dany Boon et Laurence Arné, rencontre un gros succès en France où il dépasse les deux millions d'entrées. Pour son film suivant, Cavayé reste dans un registre plutôt comique avec Le Jeu, remake sorti en 2018 du film italien Perfetti sconosciuti (2016) de Paolo Genovese. Il réunit une imposante distribution : Bérénice Bejo, Vincent Elbaz, Suzanne Clément, Roschdy Zem, Doria Tillier et Stéphane De Groodt.
Cavayé change à nouveau de registre en 2022 avec Adieu monsieur Haffmann, adaptation d'une pièce de théâtre de Jean-Philippe Daguerre. Ce drame se déroulant pendant l'Occupation met en scène Daniel Auteuil, Sara Giraudeau et Gilles Lellouche.
Supporter inconditionnel du Stade rennais, Cavayé y fait régulièrement référence dans ses films.

## Filmographie

### Réalisateur

#### Courts métrages
- 1996 : Jean-René
- 1999 : J
- 2001 : Chedope
- 2003 : À l'arraché
- 2012 : Les Infidèles - segment Le Prologue

#### Longs métrages

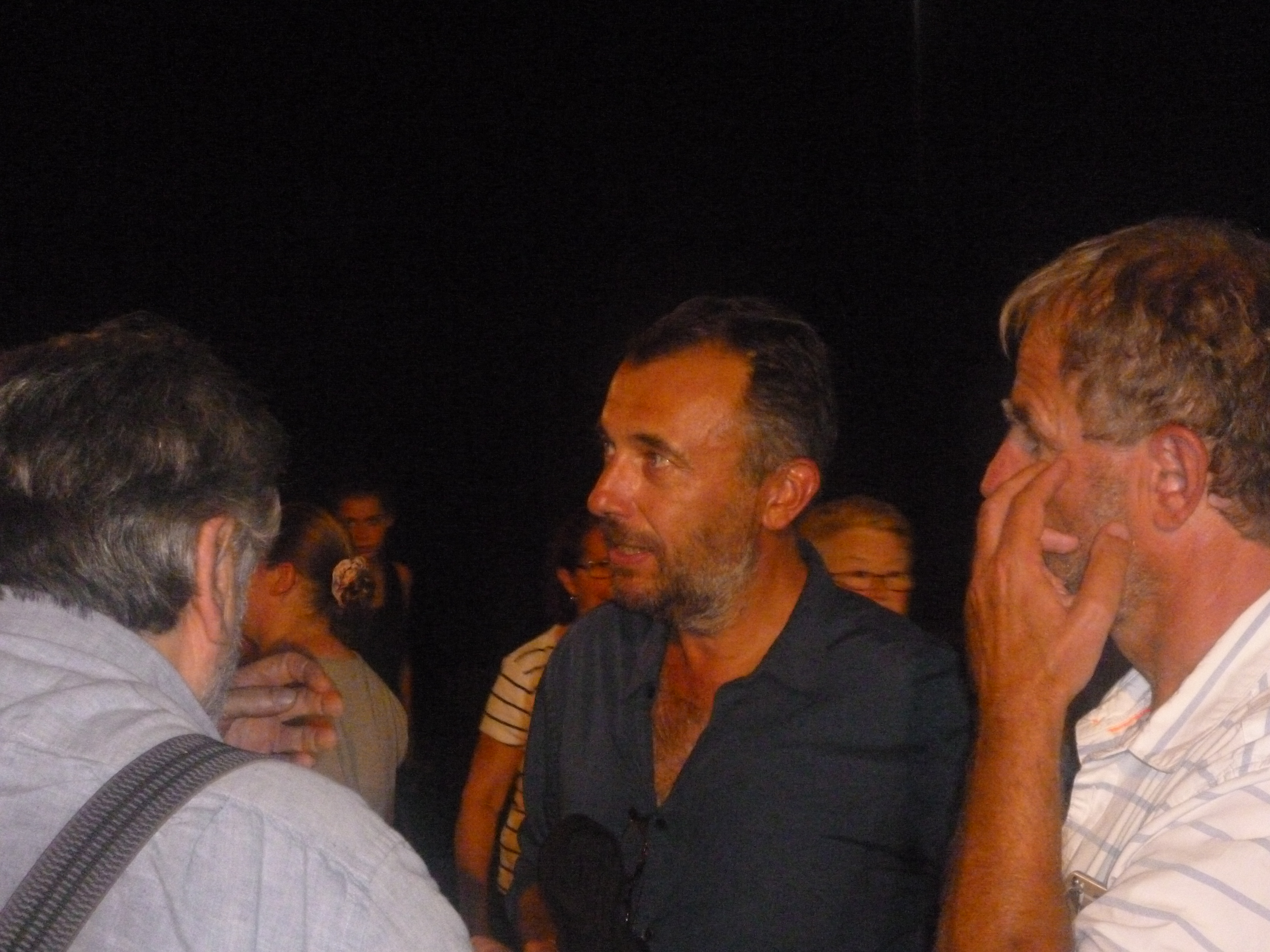
Fred Cavayé à l'avant-première de Radin !, le jeudi 25 août 2016 au cinéma à Beauvais.

- 2008 : Pour elle
- 2010 : À bout portant
- 2014 : Mea Culpa
- 2016 : Radin !
- 2018 : Le Jeu
- 2021 : Adieu monsieur Haffmann
- 2024 : Les Chèvres !
- 2026 : Les Misérables

### Scénariste
Fred Cavayé est scénariste des films qu'il a réalisés.
- 2008 : La Guerre des miss de Patrice Leconte
- 2018 : Nox (série TV)